# Maurice Labeyrie
Maurice Labeyrie (ur. 3 października 1887 w Saint-Geours-de-Maremne, zm. 10 marca 1969 w Chelles) – francuski rugbysta grający na pozycji wspieracza, olimpijczyk, zdobywca srebrnego medalu w turnieju rugby union na Letnich Igrzyskach Olimpijskich w 1920 roku w Antwerpii.

## Kariera sportowa
W trakcie kariery sportowej reprezentował kluby Stadoceste tarbais i Racing Club de France, z którymi wystąpił w finałach mistrzostw Francji odpowiednio w 1914 i 1920 roku.
Z reprezentacją Francji uczestniczył w turnieju rugby union na Letnich Igrzyskach Olimpijskich 1920. W rozegranym 5 września 1920 roku na Stadionie Olimpijskim spotkaniu Francuzi ulegli reprezentacji USA 0–8. Jako że był to jedyny mecz rozegrany podczas tych zawodów, oznaczało to zdobycie przez nich srebrnego medalu.